# Плосковская волость (Волоколамский уезд)
Плосковская волость — волость в составе Волоколамского уезда Московской губернии. Существовала до 1924 года. Центром волости было село Плоское.
Под данным 1890 года в селе Плосское размещались волостное правление и земское училище. Земские училища также действовали в сёлах Елизарово и Ивашково. В деревне Ядрово работало церковно-приходское училище. В Ивашково размещалась почтовая станция и квартира полицейского урядника.
По данным 1921 года в Плосковский волости было 6 сельсоветов: Даниловский, Ивашковский, Кельч-Острожский, Коростскинский, Манежский и Плосковский. В 1924 году был образован Касиловский (выделен из Ивашковского) с/с. Кельч-Острожский с/с был переименован в Острожский, а Манежский — в Воскресенский.
24 марта 1924 года Плосковская волость была упразднена, а её территория включена в состав Раменской волости.